# Nautrup Sogn
Nautrup Sogn var et sogn i Salling Provsti (Viborg Stift).
I 1800-tallet var Sæby Sogn og Vile Sogn annekser til Nautrup Sogn. Alle 3 sogne hørte til Harre Herred i Viborg Amt. Nautrup-Sæby-Vile sognekommune blev ved kommunalreformen i 1970 indlemmet i Sallingsund Kommune, som ved strukturreformen i 2007 indgik i Skive Kommune.
I Nautrup Sogn ligger Nautrup Kirke.
1.	december 2024 indgik sognet i Durup-Tøndering-Nautrup Sogn
I sognet findes følgende autoriserede stednavne:
- Bysted (bebyggelse, ejerlav)
- Dalgårde (bebyggelse, ejerlav)
- Glynge (bebyggelse, ejerlav)
- Glynge Hede (bebyggelse)
- Glyngvad (bebyggelse)
- Grynderup Sø (areal, ejerlav)
- Høgedal (bebyggelse)
- Kærgårde (bebyggelse)
- Lynghuse (bebyggelse)
- Nautrup (bebyggelse, ejerlav)